# Sąd przemysłowy
Sąd przemysłowy – sąd austro-węgierski rozstrzygający spory wynikające ze stosunku pracy. Działały one na podstawie ustawy z 1869 r., zmienionej w 1896 r. Ich skład tworzyli: sędzia zawodowy oraz ławnicy wybierani oddzielnie, ale w równej liczbie przez pracodawców i pracowników. Instancją odwoławczą od ich orzeczeń był sąd krajowy, który orzekał w takich sprawach w składzie 3 sędziów zawodowych i 2 ławników. Na terenie Galicji funkcjonowały w Bielsku (poza Galicją), Krakowie i Lwowie. Działalność tych sądów była raczej nikła.

## Historia powstania
Konstytucja grudniowa z 1867 roku, która ugruntowała rządy liberalno-burżuazyjne w monarchii austro-węgierskiej, przeprowadziła ostateczny rozdział sądownictwa od administracji; gwarantowała niezawisłość sądów, oddając je w ręce nieusuwalnych dożywotnich sędziów, mianowanych przez cesarza; przewidywała instytucję sędziów przysięgłych, orzekających o winie w najcięższych sprawach karnych; przyznawała sędziom prawo badania zgodności rozporządzeń rządowych z ustawami; zapowiadała utworzenie obok sądów powszechnych sądownictwa prawa publicznego. Te ogólne zasady konstytucyjne wcielane były w życie powoli i w pełni nie zostały zrealizowane. Zajmowały się tym ustawy z szeregu lat (1868, 1869, 1873, 1895, 1896), nadając sądom powszechnym trwałą strukturę. Analogiczna struktura sądownictwa jak w Galicji istniała także w innych krajach habsburskich.
Sądy powszechne powstałe po wprowadzeniu Konstytucji grudniowej:
1. Powiatowe sądy
2. Krajowe sądy
3. wyższe sądy krajowe
4. Najwyższy Trybunał Sprawiedliwości

Szczególne sądy powstałe po wprowadzeniu Konstytucji grudniowej:
1. Trybunał Państwa
2. Trybunał administracyjny
3. Trybunał Stanu
4. Przemysłowe sądy[2].

## Reformy w austriackim prawie pracy
W Austrii od połowy XIX w. obowiązywały w zakresie zatrudnienia robotników przepisy ABGB (1811), stanowiące zasadę wolności zawierania umowy formalnej i równości stron. Dopiero w okresie neoabsolutyzmu, po Wiośnie Ludów, ustanowiono jednolite prawo górnicze (1854) oraz ordynację przemysłową (1859). Dalsze reformy wprowadziły między innymi: sądy przemysłowe (1869), zniesienie karalności strajków i koalicji (1870), inspekcję pracy (1883), ubezpieczenia robotników od wypadków (1887).

## Reformy II RP
W II Rzeczypospolitej 2 lipca 1936 r. zostało opublikowane rozporządzenie Rady Ministrów o przekształceniu sądów przemysłowych i kupieckich na sądy pracy. Na jego podstawie sądy przemysłowe, działające ma podstawie ustawy o sądach przemysłowych z dnia 29 lipca 1890 r. i sądy kupieckie, działające na obszarze województw poznańskiego, pomorskiego i górnośląskiej części województwa śląskiego zostały przekształcone z dniem 1 października 1936 r. na sądy pracy na zasadach opisanych w ustawie.
Na podstawie rozporządzenia ustanowiono:
1. Sąd Pracy w Poznaniu w okręgu Sądu Okręgowego w Poznaniu z obejmującym okrąg miasta Poznania i powiatu poznańskiego,
2. Sąd Pracy w Katowicach w okręgu Sądu Okręgowego w Katowicach, z okręgiem obejmującym miasto Katowice i powiat katowicki,
3. Sąd Pracy w Chorzowie w okręgu sądu Okręgowego w Katowicach, z okręgiem obejmującym okręgu sądów grodzkich w Chorzowie i w Rudzie Śląskiej,
4. Sąd Pracy w Gdyni w okręgu Sądu Okręgowego w Gdyni, z okręgiem obejmującym okrąg Sądu Grodzkiego w Gdyni
5. Sądy Pracy przy Sądach Grodzkich w Bydgoszczy, Grudziądzu, Tarnowskich Górach i Toruniu.

Art. 7 rozporządzenia o przekształceniu sądów przemysłowych i kupieckich na sądy pracy stanowił, że spory wszczęte przed dniem 1 października 1936 r. przed sądami przemysłowymi lub kupieckimi będą przekazane do rozpatrzenia nowo powołanym sądom pracy lub sądom grodzkim w miejscowościach, które nie należą do okręgu żadnego sądu pracy. Spory te miały być rozpatrywane według przepisów prawa o sądach pracy; sądy te miały orzekać z uwzględnieniem już dokonanych przez sąd przemysłowy lub kupiecki czynności, zebranego materiału i pobranych opłat.